# DAX-Future
Der DAX-Future ist ein unbedingtes Termingeschäft (Future) auf den Deutschen Aktienindex (DAX40). Zur Veranschaulichung kann der DAX-Future als eine Wette auf den Stand des DAX40 an einem bestimmten Tag angesehen werden. Der Wert des Kontrakts schwankt um 25 € je Punkt des DAX40. Bei Auflegung hat der jeweilige Kontrakt eine Laufzeit von 9 Monaten. Es werden jeweils die nächsten drei Fälligkeitsmonate gehandelt. Der DAX-Future wurde am 23. November 1990 an der Deutschen Terminbörse unter dem Produktkürzel FDAX eingeführt. Heute wird er an der EUREX gehandelt.

## Kursbildung
Der Kurs des Index-Futures bestimmt sich durch Angebot und Nachfrage. Der DAX-Future notiert in der Regel höher als der DAX40. Die Differenz ist umso größer, je weiter der Verfallstermin in der Zukunft liegt und je höher das Geldmarktzinsniveau bis zum Verfalltag ist.  Der Future-Preis kann ermittelt werden über: Kassadax + Cost of Carry (Cost of Carry = hypothetische Refinanzierungskosten bis zum Verfalltag des Futures). Zum Verfallstermin entsprechen sich die Stände von DAX-Future und DAX40.

## Verfallstermin
Verfallstermin der DAX-Future-Kontrakte ist grundsätzlich der dritte Freitag des Liefermonats; sollte jedoch dieser Freitag ein Feiertag sein, verfallen die Kontrakte bereits am Donnerstag. Damit liegen die Verfallstermine (in der Regel) jedes Jahr auf den dritten Freitagen im März, Juni, September und Dezember. Da zu diesen Terminen auch weitere Optionen auslaufen und die Märkte durch den Versuch der Kursbeeinflussung durch Marktteilnehmer unruhig sein können, werden diese Tage auch dreifacher Hexensabbat genannt. Zum Verfallstermin eines Futures hat der Käufer laut Bedingungen der EUREX keinen Anspruch auf Lieferung. Aus diesem Grund werden erzielte Gewinne oder Verluste bar ausgeglichen. Dieser Vorgang wird als Cash Settlement bezeichnet.

## Risiko
Das Risiko ist für den Käufer theoretisch und praktisch beschränkt und für den Verkäufer theoretisch unbeschränkt. Der Käufer kann maximal das 25-fache des aktuellen Future-Wertes verlieren, also zum Beispiel bei einem DAX40-Stand von 7.000 Punkten 7.000 * 25 € = 175.000 €. Für den Verkäufer gilt bei steigenden Kursen ebenfalls, dass er 25 € pro Index-Punkt verlieren kann. Da es keine Obergrenze für den DAX40-Kursstand gibt, kann der Verkäufer theoretisch unbegrenzte Kapitalverluste erleiden. Da ein Future-Händler nur einen relativ kleinen Teil des möglichen Verlusts als Sicherheit (die sogenannte Margin) bei seiner Bank hinterlegen muss, werden große Transaktionen mit relativ geringen Kapitaleinlagen ermöglicht.

## Beispiel
Der Käufer kauft vom Verkäufer einen DAX-Future-Kontrakt mit 7.000 Punkten. Damit besteht für beide Parteien der Anspruch, dass am Verfallstag 25 "DAX-30-Aktien" für je 7.000 € den Besitzer wechseln.
Szenario 1: Zum Verfallstermin liegt der DAX30 bei 7.000 Punkten

- Der Verkäufer müsste 25 Aktien für 7.000 €/Stück erwerben und diese für 7.000 €/Stück an den Käufer übergeben.
- Der Käufer würde 25 Aktien für 7.000 €/Stück erhalten und könnte diese für 7.000 €/Stück verkaufen.
- Da keine der Parteien durch diese Vorgänge Gewinne erzielt, werden keine Zahlungen geleistet.

Szenario 2: Zum Verfallstermin liegt der DAX30 bei 6.700 Punkten

- Der Verkäufer müsste 25 Aktien für 6.700 €/Stück erwerben und diese für 7.000 €/Stück an den Käufer übergeben. Daraus ergibt sich für ihn ein Gewinn von (7.000-6.700)*25 = 7.500 €
- Der Käufer würde 25 Aktien für 7.000 €/Stück erhalten und könnte diese für 6.700 €/Stück verkaufen. Daraus ergibt sich für ihn ein Verlust von (7.000-6.700)*25 = 7.500 €
- Da keine DAX30-Aktien existieren, erfolgt der Ausgleich durch eine Zahlung von 7.500 € vom Käufer an den Verkäufer.

Szenario 3: Zum Verfallstermin liegt der DAX30 bei 7.300 Punkten

- Der Verkäufer müsste 25 Aktien für 7.300 €/Stück erwerben und diese für 7.000 €/Stück an den Käufer übergeben. Daraus ergibt sich für ihn ein Verlust von (7.300-7.000)*25 = 7.500 €
- Der Käufer würde 25 Aktien für 7.000 €/Stück erhalten und könnte diese für 7.300 €/Stück verkaufen. Daraus ergibt sich für ihn ein Gewinn von (7.300-7.000)*25 = 7.500 €
- Da keine DAX30-Aktien existieren, erfolgt der Ausgleich durch eine Zahlung von 7.500 € vom Verkäufer an den Käufer.

Soweit der theoretische Hintergrund. In der Praxis werden DAX-Futures täglich um 17:30 (Settlement price) abgerechnet. Angenommen, der zu 7.000 eröffnete DAX-Future läge dann zu diesem Zeitpunkt bei 7.050, dann würden dem EUREX-Konto des Käufers 25 × 50 € = 1.250 € gutgeschrieben. Dem Verkäufer würden 1.250 € belastet. Dies erfolgt börsentäglich, bis der Future entweder glattgestellt wird (closing) oder eben der Verfall eintritt. Dann wird letztmals ein Ausgleich anhand des Vortag-Settlements und des DAX-Kurses um 13:00 Uhr geschaffen.